# Észak-ausztráliai kígyónyakúteknős
Az észak-ausztráliai (nyurga) kígyónyakúteknős (Chelodina oblonga) egy a kígyónyakúteknős-félék (Chelidae) családjához tartozó teknősfaj. Először 1841-ben, egy észak-ausztráliai expedíció során készült leírás róla egy begyűjtött példány nyomán. E típus elterjedése Port Essington környékére korlátozódott az Északi területen. Az utóbbi évek genetika alapú rendszertani tisztogatásának hatására több más korábbi fajmegnevezés a szinonímája lett. Jelenleg ismert elterjedési területe Észak-Ausztrália, Indonézia és a Pitcairn-szigetek. Érdekes adalék, hogy az Új-Guinea déli partszakasza és a partmenti szigetek közelsége miatt brakkvizekben is előfordul.
Ragadozó táplálkozású teknős, így elsősorban halakat, valamint ebihalakat, kisebb teknősöket, férgeket, gilisztákat, tücsköket és más vízi rovarokat fogyaszt. Vadászati technikája különleges: a fejét nyílként előrelőve szélesre tátja a száját, így a hirtelen vákuum segítségével beszippantja a zsákmányát. Jellemzően kövek közé vagy fatörzsek alá bújik, hogy lesből csaphasson le áldozatára.

## Megjelenése
Hossza 30 centiméter. A Pleurodira alrend tagja, mely a nyakfordító képességére utal. A nemek különbözősége nyilvánvaló: a nőstények leginkább tömpe farkukról ismerhetők meg.

## Külső hivatkozás
- Képek az interneten a fajról